# Gran Premi Beerens
El Gran Premi Beerens és una cursa femenina de ciclisme d'un dia que es celebra a Bèlgica des de l'any 2021; tot i que estava prevista ja pel 2020 però fou cancel·lada degut a la pandèmmia de la Covid-19. Està integrada dins el calendari femení de l'UCI com a cursa 1.1 des del 2022, anteriorment era 1.2.
Es disputa anualment pels voltants de la regió d'Anvers i té l'arribada a Aartselaar. La primera vencedora fou la neerlandesa Thalita de Jong.

## Palmarès
| Any  | Vencedora               | Segona                  | Tercera           |
| ---- | ----------------------- | ----------------------- | ----------------- |
| 2021 | Thalita de Jong         | Christina Schweinberger | Claire Faber      |
| 2022 | Marjolein van 't Geloof | Jesse Vandenbulcke      | Marith Vanhove    |
| 2023 | Chiara Consonni         | Martina Fidanza         | Sofie van Rooijen |
| 2024 | Sofie van Rooijen       | Anna van Wersch         | Victoire Berteau  |
| 2025 |                         |                         |                   |